# Emmanuelle Sykora
Pour les articles homonymes, voir Sykora.
Emmanuelle Sykora, née le 21 février 1976 à Pau, est une footballeuse française. Elle évoluait au poste de défenseure. Elle a été internationale A.

## Carrière
En club, elle joue au F.C. Pau, puis au F.C.F. Lyon (pendant douze ans) puis à l'Olympique Lyonnais.
Elle est sélectionnée 81 fois en équipe de France (trente-six matchs officiels et quarante-cinq matches amicaux). Elle participe à l'Euro 1997, à l'Euro 2001 et enfin à la Coupe du monde féminine 2003. Lors du mondial organisé aux États-Unis, elle joue un match face à la Corée du Sud.